# Melvin Schwartz
Melvin Schwartz (Nueva York, 2 de noviembre de 1932 - Twin Falls, 28 de agosto de 2006) fue un físico y profesor universitario estadounidense galardonado con el Premio Nobel de Física del año 1988 por sus estudios sobre los neutrinos.

## Biografía
Nació el 2 de noviembre de 1932 en la ciudad norteamericana de Nueva York. Inició sus estudios de física en la Universidad de Columbia, donde se licenció en 1953 y se doctoró en 1958, bajo la dirección del Premio Nobel Isidor Isaac Rabi. Aquel mismo año fue nombrado profesor auxiliar de la Universidad de Columbia, donde se convirtió en profesor titular en 1963. 

## Investigaciones científicas
Schwartz inició sus investigaciones alrededor del neutrino gracias a investigaciones previas del Nobel Tsung-Dao Lee. Junto a Leon Max Lederman y Jack Steinberger desarrolló un método de detección de los neutrinos que permitió demostrar la doble estructura de los leptones. Este descubrimiento permitió a los teóricos elaborar un esquema, conocido como modelo estàndard, para la clasificación de todas las partículas elementales.
Los neutrinos son unas partículas subatómicas que no tienen carga eléctrica ni prácticamente masa. Se producen de forma natural en algunos procesos de desintegración radiactiva, pero tan escasamente y con trayectorias tan dispersas que los hace de poca utilidad en la investigación. De aquí el interés de estos científicos por aumentar la probabilidad estadística de sus interacciones, con la creación de un haz con decenas de billones de neutrinos y su proyección sobre la materia sólida a través de un detector. 
En 1966 abandonó la Universidad de Columbia para aceptar un trabajo en la Universidad de Stanford, donde pudo trabajar en el acelerador de partículas lineal investigando sobre la asimetría de la carga en la decaída de los kaones neutros. Así mismo trabajó en un proyecto que produjo y detectó hidrógeno relativístico en las partículas pion y muon. 
En 1988 fue galardonado con el Premio Nobel de Física, junto con Leon Max Lederman y Jack Steinberger, por sus trabajos acerca del neutrino.
El 28 de agosto de 2006 muere en Twin Falls (Idaho), enfermo de Parkinson y hepatitis C.
- Datos: Q189741